# Michail Kantakouzinos Şeytanoğlu

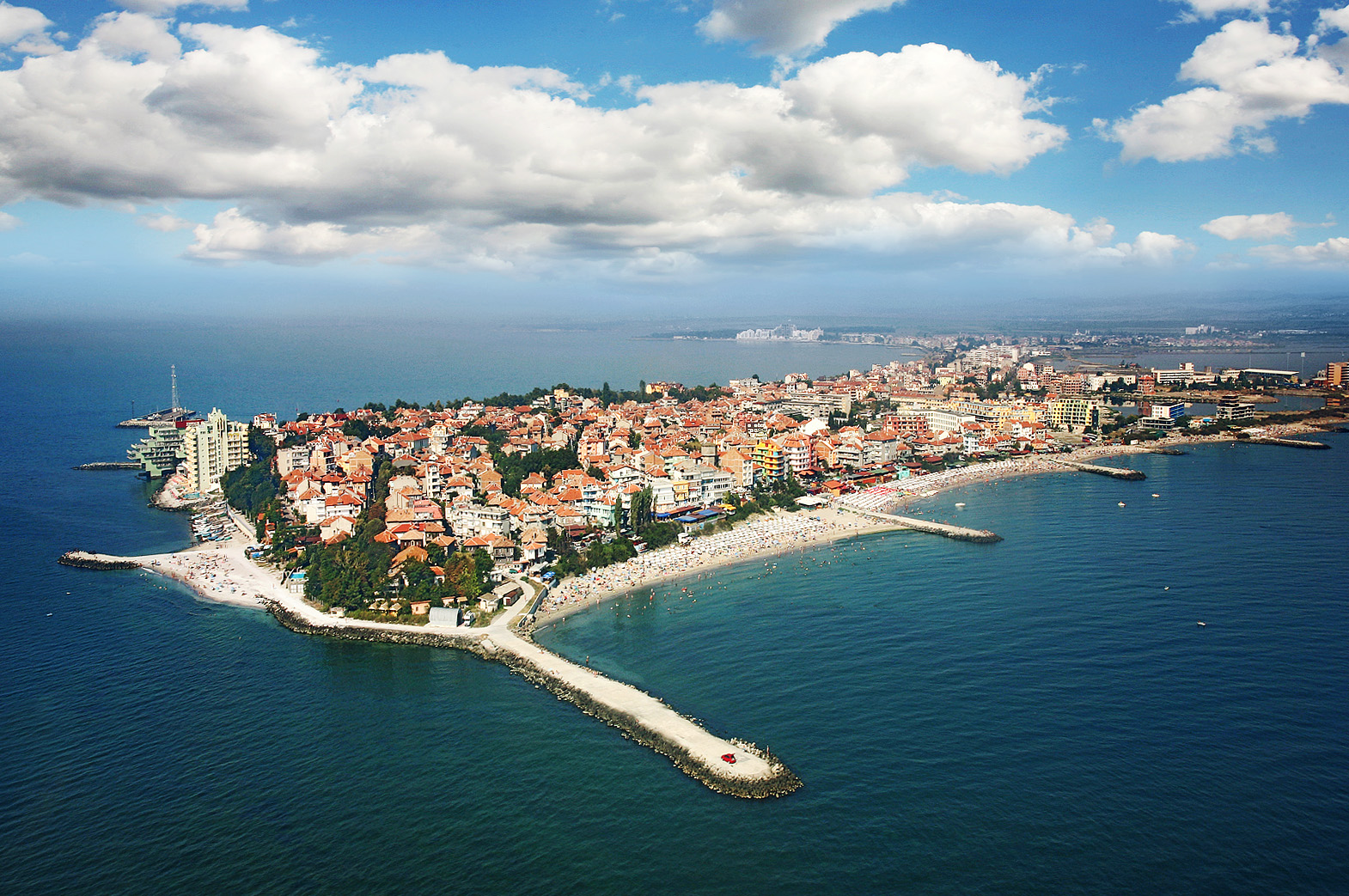
Das heutige Pomorie und antike Anchialos – oben links, vor dem Hafen, befand sich der Palast des „Sohnes Satans“.

Michail Kantakouzinos (griechisch Μιχαήλ Καντακουζηνός, auch: Cantacuzenus; * 1510; † 3. März 1578, mit dem Spitznamen Şeytanoğlu – „Sohn des Shaytan“) war ein osmanisch-griechischer Magnat, der für seinen immensen Reichtum und seinen politischen Einfluss bekannt war. Bis zu seinem Fall und der Hinrichtung 1578 dominierte er die Politik der Griechisch-orthodoxen Gemeinde (millet) des Osmanischen Reiches und war verantwortlich für Aufstieg und Fall von Bischöfen und Patriarchen.

## Leben

### Herkunft
Über seine Herkunft und Jugend ist nichts bekannt. Obwohl er den Namen einer der berühmtesten Dynastien (Kantakouzenos) des späten Byzantinischen Reiches führt, ist es unwahrscheinlich, dass er zur Familie gehört, da es bei den Griechen seiner Zeit Usus war, byzantinische Familiennamen anzunehmen und eine Abstammung von den berühmten Adelshäusern zu behaupten. Über Kantakouzenos selbst schreibt der deutsche Kaplan Stephan Gerlach, der zu der Zeit in Konstantinopel lebte, dass er tatsächlich der Sohn des englischen Gesandten gewesen sei, aber dies wird von den heutigen Historikern weitgehend zurückgewiesen. Der Byzantinist Steven Runciman schreibt, dass die späteren Kantakouzenoi „vielleicht die einzige Familie sind, deren Anspruch auf eine direkte Abstammung von den Byzantinischen Kaisern authentisch ist“. während ein anderer Wissenschaftler, Donald Nicol, schreibt: „Patriotische Rumanianische Historiker haben sich sehr abgemüht zu zeigen, dass [...] von allen Byzantinischen kaiserlichen Familien diejenige der Kantakouzenos die einzige sei, von welcher wahrhaft gesagt werden kann, dass sie bis auf den heutigen Tag überlebt habe; aber die Sukzessionslinie nach der Mitte des fünfzehnten Jahrhunderts ist, um das wenigste zu sagen, unsicher.“

### Karriere
Kantakouzenos machte sein Vermögen durch erfolgreiche Handelsspekulationen, die ihm erlaubten sich an dem lukrativen Steuerpacht-System in den Provinzen des Osmanischen Reiches zu beteiligen. Dabei verhielt er sich so grausam und streng gegenüber seinen Mitchristen, dass er von ihnen den Beinamen Şeytanoğlu (Shaytanoglu) erhielt. Darüber hinaus sicherte er sich das profitable Salz-Monopol für die Salinen von Anchialos und das Zollmonopol von Konstantinopel, sowie Fischereirechte und das Monopol auf den Pelzhandel mit dem Großfürstentum Moskau, was ihm nach einigen Überlieferungen allein jährliche Einkünfte von 60.000 Dukaten einbrachte. Sein Reichtum war so groß, dass er nach der Zerstörung der Osmanischen Flotte in der Seeschlacht von Lepanto 1571 im Stande war, 60 Galeeren aus seinen eigenen Mitteln bauen zu lassen und auszurüsten. Seine Macht wurde gestützt und gesichert durch seine enge Beziehung mit dem mächtigen Großwesir, Sokollu Mehmed Pascha, sowie anderen einflussreichen Persönlichkeiten am osmanischen Hof, welche Anteile von seinen Einkünften erhielten.
Kantakouzenos wurde somit der bedeutendste und mächtigste aller griechischen Magnaten (Archontes) der osmanischen Hauptstadt. Sein Einfluss war so groß, dass Zeitgenossen ihn als die „Säule“ der griechischen Nation bezeichneten, und der deutsche Gelehrte Martin Crusius nannte ihn „den Gott“ der Griechen. Als Zeichen seiner Macht benutzte er als Siegel für seine Briefe den Doppeladler der byzantinischen Kaiser. Diesem Selbstverständnis entsprechend spielte Kantakouzenos auch eine entscheidende Rolle im Ämterhandel innerhalb der griechisch-orthodoxen Gemeinde (Millet ). Er beeinflusste die Vergabe von Posten von provinziellen Bischöfen bis hin zum Ökumenischen Patriarchen in Konstantinopel und sogar die beiden Donaufürstentümer Moldavia (Țara Moldovei) und Wallachia (Țara Românească).
Beispielsweise ließ er 1565 den beliebten Patriarchen Joasaph II. (Ιωάσαφ Β΄ ο Μεγαλοπρεπής) absetzen und an seiner Stelle Metrophanes III. (Μητροφάνης Γ΄ o Βυζάντιος) einsetzen, dem er bereits vorher geholfen hatte, die Bischofsämter von Larisa und Chios zu erwerben. Im Austausch zahlte Metrophanes über acht Jahre eine Summe von 2.000 Florins pro Jahr an Kantakouzenos. Ein großer Teil dieses Geldes wanderte jedoch auch in die Taschen von Sokollu Mehmed.

„Die Wahl des Metropoliten geht in derselben Weise vor sich. Diejenigen, die Geld haben, machen Geschenke an den Bassas Pascha und an Kantakouzenos in Höhe von mehreren hundert Dukaten, dann wird dieser oder jener an den Patriarchen schreiben: «Gib diesem da ein Amt als Metropolit; dann muss der Patriarch gehorchen, ohne ein Wort dagegen sagen zu dürfen.»“

Auch wenn Metrophanes anfangs ein williger Helfer in Kantakouzenos’ verschiedenen Komplotten war, überwarf er sich letztlich mit ihm und wurde 1572 abgesetzt, unter Anschuldigungen von verschwörerischen Kontakten zu westlichen Mächten. Kantakouzenos bewirkte auch den Sturz des Fürsten von Wallachia, Petru cel Tânăr (Peter der Junge) und offenbar sicherte er sich zudem die Kontrolle über die Einkünfte von Wallachia und Moldavia, wo er hohe Steuern erpresste.
Sein bevorzugter Wohnsitz war Anchialos, eine Stadt, die fast ausschließlich von Griechen bewohnt wurde. Dort hatte er sich einen prächtigen Palast errichten lassen, der 20.000 Dukaten kostete und sich mit dem Palast des Sultans messen konnte. Seine Extravaganz erregte jedoch Neid und Feindschaft, nicht nur unter seinen griechischen Volksgenossen, sondern auch bei Türken, und als der Einfluss seines Patrons Sokollu Mehmed schwand, schlugen auch seine Feinde zu: im Juli 1576 wurde er gefangengesetzt und sein Besitz konfisziert, aber er konnte sein Leben noch einmal retten und sicherte seine Freilassung durch die Intervention von Sokollu Mehmed. Sogar sein Vermögen konnte er nochmals zurückgewinnen, aber er wurde erneut angeklagt, gegen den Sultan zu intrigieren, und am 3. März 1578 wurde er am Tor seines Palast in Anchialos erhängt.
Sein Besitz, inklusive „einer fast unendlichen Zahl“ von Seidenstoffen, Brokat- und Samt-Kleider, die mit Gold und Rubinen und anderen Edelsteinen besetzt waren, sowie Pferde und andere Schätze wurde versteigert. Dieses Ereignis hinterließ einen solchen Eindruck, dass die Redewendung „gekauft auf Şeytanoğlus Auktion“ über Generationen zu einer stehenden Wendung wurde. Versteigert wurde auch Kantakouzenos umfangreiche Bibliothek mit wertvollen Manuskripten. Diese wurden zum größten Teil von den Klöstern des Athos erworben, die sich zu diesem Zweck zusammengeschlossen hatten.

## Familie
Michael Kantakouzenos heiratete zweimal. Seine erste Frau ist unbekannt, aber er hatte mindestens eine Tochter mit ihr, welche einen Mann aus der Familie Rallis heiratete. Seine zweite Frau, die er in fortgeschrittenem Alter geheiratet hatte, war eine Tochter des Fürsten von Wallachia, Mircea Ciobanul. Sie weigerte sich, ihm nach Istanbul zu folgen. Michaels drei Söhne, Andronikos (* 1553), Demetrios (* 1566) und Joannis (* 1570), überlebten ihren Vater. Andronikos konnte sogar einen Teil des Besitzes seines Vaters zurückerlangen und stieg zur Position des Königsmachers für die wallachischen Fürsten auf: Er war es, der Mihai Viteazul (Michael der Tapfere) als Fürst von Wallachia benannte (1593), und zwei seiner Schwestern waren verheiratet mit Michaels Vorgängern Fürst Ștefan Surdul (Stefan der Taube) (oder alternativ mit Michaels Halbbruder Petru Cercel (Peter Ohrring) und Aron Tiranul von Moldavia).

## Sonstiges
In der Fiktion ist er einer der historischen Prototypen von Pawel Smerdjakow:
| Literaturhistorische Bilder                                                                     | Literaturhistorische Bilder | Literaturhistorische Bilder | Literaturhistorische Bilder |
| Vorname                                                                                         | Patronym | Familienname                |                             |
| ----------------------------------------------------------------------------------------------- | --- | --------------------------- | --------------------------- |
| Фёдор Fjodor                                                                                    | Das kollektive Bild des „alten Russland“ oder der Zeit vor dem Zarenreich Russlands, als es keinen Staat gab, sondern nur einzelne russische Fürstentümer und russische Linealen mit diesem Namen sind schwach | Карама́зов Karamasow         |                             |
| Дми́трий, Ми́тя Dmitri                                                                            | Dmitri Donskoi gewann die Schlacht auf dem Kulikowo Pole und brachte Moskau als Zentrum der russischen Länder                                                                                                  | Карама́зов Karamasow         |                             |
| Ива́н, Ва́ня Iwan                                                                                 | Iwan IV. (Russland), erster Zar Russlands und Staatsgründer | Карама́зов Karamasow         |                             |
| Алексе́й, Алёша Alexej, Aljoscha                                                                 | Alexei I. (Russland), Vater von Peter der Große → Russisches Kaiserreich | Карама́зов Karamasow         |                             |
| Па́вел Pawel                                                                                     | ??? | Смердяко́в Smerdjakow        |                             |
| Das Bild von Pawel Smerdjakow verschmilzt auch das von Maljuta Skuratow und Paul I. (Russland). | |                             |                             |

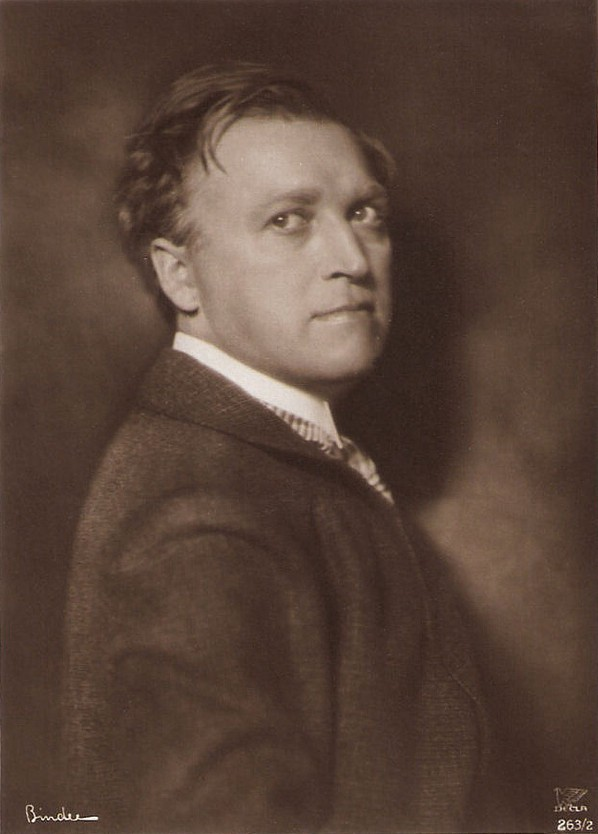
Werner Krauss spielt Smerdjakow.

Michael Kantakuzenos ist ein entfernter Cousin von Iwan IV. (Russland) und ihre familiäre Beziehung verkörpern die Idee von Translatio imperii → Drittes Rom.
Vertreter der Familie Michael Kantakuzenos → Cantacuzino (Familie) ist Elsa Bruckmann.